# Rostisław Antonow
Rostisław Antonow (Bierzin), ros. Ростислав Львович Антонов (Берзин) (ur. w 1920 r. w Piotrogrodzie, zm. w 1977 r. w RFN) – radziecki wojskowy (kapitan), komendant specjalnego obozu zbiorczego dla Kozaków w Lienzu, a następnie adiutant gen. Andrieja Własowa podczas II wojny światowej.
W 1939 zmobilizowano go do Armii Czerwonej. 21 lipca 1941 w stopniu podporucznika ukończył 3 leningradzką szkołę artyleryjską, po czym 25 sierpnia został dowódcą plutonu 7 Gwardyjskiego Pułku Moździerzy. 16 stycznia 1942 awansował do stopnia porucznika, zaś 24 czerwca - kapitana. Objął funkcję szefa sztabu, a następnie dowódcy  dywizjonu macierzystego pułku moździerzy. W sierpniu dostał się do niewoli niemieckiej. W obozie jenieckim podjął kolaborację z Niemcami. Do maja 1943 pełnił obowiązki komendanta specjalnego obozu zbiorczego w Lienzu przeznaczonego dla Kozaków. Następnie został adiutantem gen. Andrieja Własowa. Wiosną 1945 wraz z dowódcą Sił Zbrojnych  Komitetu Wyzwolenia Narodów Rosji przyjechał do 1 Dywizji Piechoty gen. Siergieja K. Buniaczenki. 7 maja uczestniczył w pertraktacjach z Czechosłowacką Radą Narodową w sprawie wsparcia powstania praskiego. Udało mu się uniknąć schwytania przez Sowietów i poddał się Amerykanom. Po zakończeniu wojny mieszkał w zachodnich Niemczech.
1. ↑  Kiriłł M. Aleksandrow: Офицерский корпус армии генерала – лейтенанта А. А. Власова, 1944 – 1945. 2001. Brak numerów stron w książce